# Basilica di San Pancrazio
L'antica basilica di San Pancrazio è una delle basiliche minori di Roma. Sorge sul Gianicolo, nel quartiere di Monteverde presso il parco di Villa Doria Pamphilj. È titolo cardinalizio, ed è affidata dal XVII secolo all'Ordine dei carmelitani scalzi.

## Storia

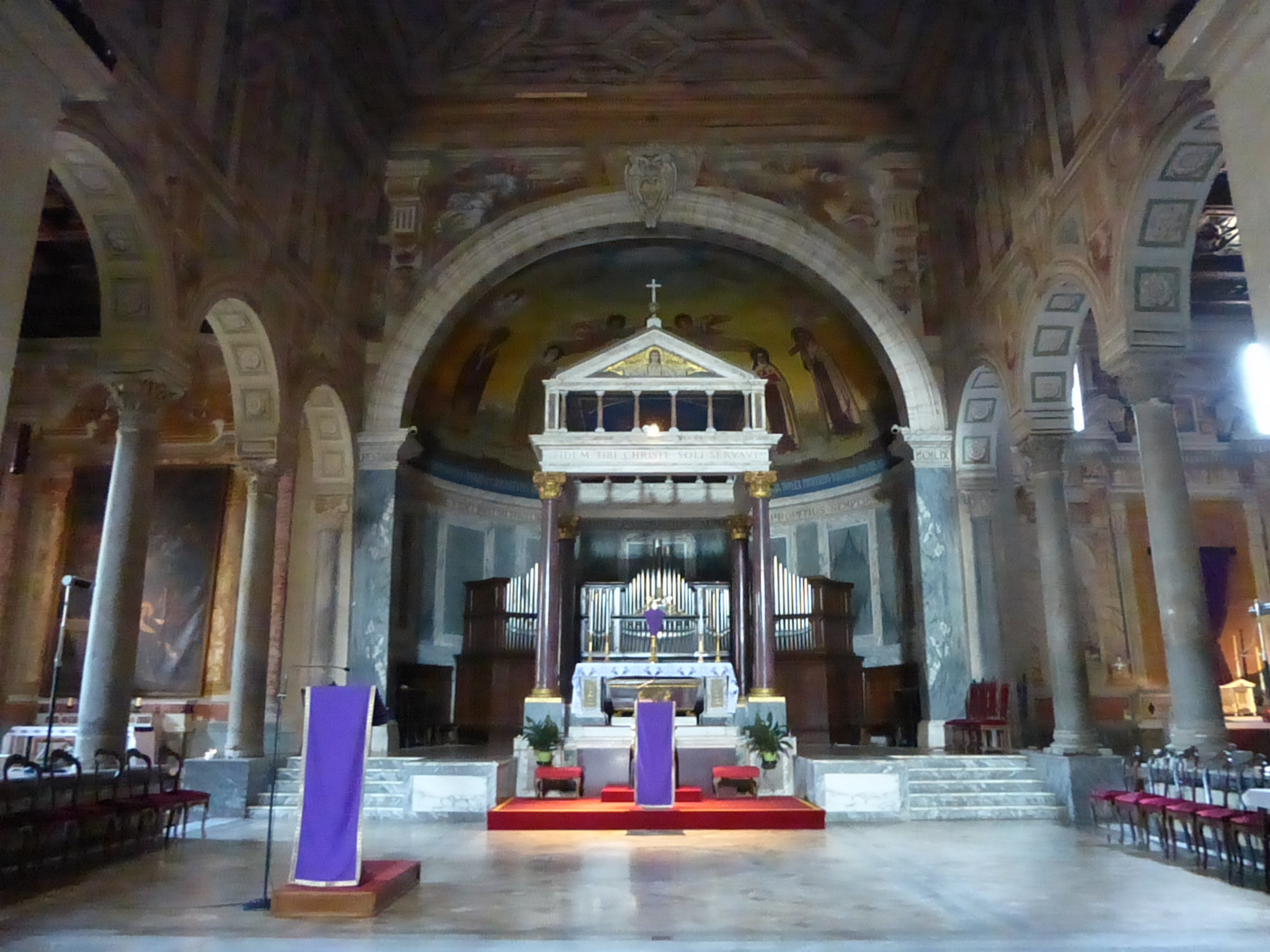
Interno

La basilica fu costruita per volere di papa Simmaco (498-514) sul luogo dove venne sepolto il famoso giovane martire San Pancrazio, che subì il martirio a Roma all'età di circa 14 anni (12 maggio 304) durante il regno dell'imperatore Diocleziano, il quale promosse l'ultima, e durissima, persecuzione contro i cristiani, in cui persero la vita circa 15.000 cristiani. La rapida diffusione della fama di san Pancrazio fece sì che già alla metà del VI secolo, la vicina Porta Aurelia delle Mura Aureliane avesse cambiato il suo nome in Porta San Pancrazio.
Per assicurare alla basilica la regolarità dello svolgimento delle funzioni liturgiche al suo interno, papa Gregorio I volle che accanto ad essa fosse eretto un monastero, intitolato a San Vittore (non è chiaro se all'omonimo pontefice o un altro santo dello stesso nome) e affidato a monaci benedettini.
Nella prima metà del VII secolo, durante il pontificato di papa Onorio I, la basilica venne completamente ricostruita, affinché il sepolcro di san Pancrazio si trovasse esattamente sotto l'altare maggiore. Gli affreschi della tribuna sono attribuiti al pittore Antonio Tempesta.
Nella basilica ci sono due entrate alle catacombe: la prima è quella della matrona Ottavilla, che si occupò della sepoltura del giovane san Pancrazio, non accessibile al pubblico ma solamente agli studiosi di archeologia cristiana; la seconda è quella di San Pancrazio, accessibile al pubblico. Queste catacombe, rispetto ad altre più famose, sono anguste e rendono l'idea delle difficoltà di vita dei cristiani, che qui venivano per rendere omaggio ai morti e nelle cappelle sotterranee a far dire messa nel giorno della ricorrenza della morte dei propri cari o di qualche martire.
La basilica fu eretta in parrocchia il 12 aprile 1931 con la bolla Pastorale munus di papa Pio XI. Venne visitata da papa Giovanni Paolo II domenica 22 aprile 1979.